# Informationswirtschaft (Studiengang)
Informationswirtschaft ist die Lehre des wirtschaftlichen Umgangs mit Informationen. Die Informationswirtschaft entstand durch die Nutzung von Informations- und Kommunikationstechnologie im Zuge der Digitalen Revolution. In der Informationswirtschaft vereinen sich Aspekte der Strukturwissenschaften, dazu zählen Informationswissenschaft, Linguistik, Mathematik, Systemtheorie, sowie der Wirtschaftswissenschaften (Betriebswirtschaft, Volkswirtschaft) und der Informatik. In einigen Studiengängen werden noch Inhalte aus der Rechtswissenschaft gelehrt. Die Informationswirtschaft stellt einen Studiengang bzw. eine Studienrichtung an deutschen Hochschulen dar.

## Behandlung an deutschen Hochschulen aus diversen Blickwinkeln heraus mit unterschiedlichen Schwerpunkten
Es gibt mehrere unterschiedliche Auffassungsweisen des Begriffs Informationswirtschaft, was sich auch in der Ausbildungssituation an deutschen Hochschulen zeigt. Einige Beispiele sind:
- Informationswirtschaft als eigenständiger Bereich, der multidisziplinär angelegt ist
Inhaltlich werden Informationswirte hier als Mediatoren gesehen, die zwischen den verschiedenen Bereichen, in denen sie Grundkenntnisse erworben haben, vermitteln können. So hat ein Informationswirt dieser Ausprägung ungefähr gleich gute Kenntnisse von technischen Grundlagen, Betriebswirtschaft, Rechtswissenschaft und Informationswissenschaft.
- Informationswirtschaft als Teilbereich der Wirtschaftsinformatik
In dieser Ausprägung wird die Informationswirtschaft als eine Ebene des Informationsmanagements betrachtet. Angebot, Nachfrage und Verwendung von Information ist hierbei der Gegenstand der Informationswirtschaft laut dem Rahmenmodell von Helmut Krcmar.
- Informationswirtschaft als eine „aktualisierte“ Version von Bibliothekswesen und Dokumentationswesen
In dieser Ausprägung der Ausbildung wird der Informationswirt vor allem im Bereich Informationswissenschaft geschult, und ist zum Beispiel Spezialist für Information Retrieval und Indexierung.
- Informationswirtschaft als Unterart der Betriebswirtschaft
Hier findet eine starke Prägung durch die BWL statt, die die informatorischen Grundlagen legt.

Die Wissenspyramide

Weiterhin befasst sich die Informationswirtschaft als Wissenschaft damit, wie ökonomisch verwertbare Daten, Informationen und Wissen extrapoliert werden und wie diese Faktoren Systemen bereitgestellt werden können. Dazu sei auch auf die rechts gezeigte Wissenspyramide verwiesen, die den Zusammenhang von o. g. Faktoren verdeutlicht. Das Management von Wissen (Wissensmanagement) hat darüber hinaus in den letzten Jahren einen enormen Stellenwert in Unternehmen und Hochschulen erhalten. Vor allem im Zuge der Entwicklung sozialer Software und des Semantic Web stehen effiziente Verfahren und Methoden zur Wissensgenerierung, -verwaltung und -verbreitung zur Verfügung. Insbesondere E-Learning-Systeme, CMS-Lösungen und vor allem Wikis stellen mächtige Werkzeuge in diesem Bereich dar.

## Ausbildungen
Informationswirtschaft wurde als Studiengang an wenigen deutschen Universitäten und anderen Hochschulen gelehrt. Häufiger findet man diesen Begriff an Berufs- und Handelsschulen. Dabei sind die Inhalte der Ausbildung, entsprechend der Mehrdeutigkeit des Begriffs Informationswirtschaft, zum Teil sehr verschieden.
- Am Karlsruher Institut für Technologie (KIT) bestand von 1997 bis 2019 der Studiengang "Informationswirtschaft" mit den drei Teilbereichen Informatik, Wirtschaftswissenschaften und Rechtswissenschaften. Diese wurden im Verhältnis 40 % zu 40 % zu 20 % gelehrt. Der Studiengang beschäftigte sich mit den Wechselwirkungen dieser Bereiche und untersuchte deren Zusammenhänge, die sich als Folge der Informationsgesellschaft vermehrt ergeben. Karlsruher Informationswirte fanden daher ihren Anwendungsbereich vorwiegend in Unternehmen an den Schnittstellenbereichen von Informatik, BWL/VWL und Recht. Seit 2019 bietet das KIT den Studiengang unter dem Namen Wirtschaftsinformatik an.[1][2]

- Die Technische Hochschule Köln hat von 1998 bis 2014 den Studiengang "Informationswirtschaft" angeboten. Der Schwerpunkt des Lehrangebots lag zur Hälfte auf den wirtschaftlichen Umgang mit Informationen sowie jeweils zu etwa einem Viertel auf Informationswissenschaft und Informationstechnik. Kern des Studiengangs war die Planung von Informationsabläufen unter wirtschaftlichen Gesichtspunkten, die effiziente Erschließung von Informationsinhalten und die Wiederverwendung bereits gespeicherter Informationsressourcen (z. B. Knowledge Management). Dementsprechend orientierte sich der Studiengang am Berufsfeld der Informationsabteilungen in privatwirtschaftlichen Unternehmen oder in Einrichtungen der öffentlichen Hand. Eine wesentliche Aufgabe dieser Abteilungen besteht in der wirtschaftlichen Gewinnung, Administration und dem Marketing von Informationen unter Einsatz technologischer Hilfsmittel. Studierende konnten Schwerpunkte aus den Bereichen Wirtschaftswissenschaften (BWL, z. B. Marketing), Informationswissenschaften (z. B. Information Retrieval) und Informationstechnologie (z. B. Neue Medien, E-Business) wählen. 2014 wurde der Studiengang in "Angewandte Informationswissenschaft" umbenannt.[3]

- Die Hochschule der Medien Stuttgart hat von 2001 bis 2005 ebenfalls einen Studiengang Informationswirtschaft angeboten. Ausbildungsziel war die interdisziplinäre Vermittlung von wesentlichen Inhalten der Betriebswirtschaftslehre, der Informatik und des Informationsmanagements. Das Studium schloss mit dem akademischen Titel "Diplom-Informationswirt/in (FH)" ab. 2005 wurde der Studiengang zunächst in Information Systems und später in Wirtschaftsinformatik umbenannt.

- Die Universität Augsburg hat von 2003 bis 2017 den Studiengang „Informatik und Informationswirtschaft“ angeboten. Das Studium erlaubte die individuelle Schwerpunktsetzung auf die Bereiche Informatik und Betriebswirtschaftslehre. Ebenso vermittelte das Studium Schnittstellenkompetenzen zwischen diesen beiden Bereichen und griff Fragestellungen aus der Wirtschaftsinformatik auf. Der Studiengang wurde im Jahr 2017 durch den neu geschaffenen Studiengang Wirtschaftsinformatik ersetzt.[4]

- Die Hochschule Heilbronn hatte am Campus Schwäbisch Hall von 2011 bis 2013 den Bachelor-Studiengang "Unternehmensrechnung und Informationswirtschaft" angeboten. Der Studiengang kombinierte im Sinne eines umfassenden Informationsmanagements die Inhalte der klassischen Unternehmensrechnung mit den besonders relevanten Gebieten der Marktforschung. Der Studiengang wurde 2013 in "Management und Unternehmensrechnung" umbenannt.[5]

- An den Berufskollegs in Nordrhein-Westfalen ist Informationswirtschaft als Fach aus der Zusammenlegung von Bürowirtschaft, Datenverarbeitung/Wirtschaftsinformatik/Organisationslehre und Textverarbeitung entstanden. Die dort verwendeten Unterrichtskonzepte legen Wert auf einen engen Praxisbezug. Mit Hilfe verschiedener Modellunternehmen (RAND OHG, Bürodesign etc.) werden die ehemaligen Fachinhalte integrativ zusammengefasst und unterrichtet. Die Fachdidaktik hierzu ist noch in der Erprobung/Entwicklung.

### Studiengang an Fachhochschulen
- TH Köln: Institut für Informationswissenschaft
- Hochschule Heilbronn - Campus Schwäbisch Hall: Studiengang - Unternehmensrechnung und Informationswirtschaft

### Studiengang an Universitäten
- Universität Augsburg: Studiengang - Informatik und Informationswirtschaft
- Karlsruher Institut für Technologie (KIT): Studiengang - Informationswirtschaft